# Arcangela Badosa Cuatrecasas
Arcangela Badosa Cuatrecasas (ur. 16 czerwca 1878 w Garrotxa; zm. 27 listopada 1918 w Eldzie) – hiszpańska Służebnica Boża Kościoła katolickiego.

## Życiorys
Urodziła się 16 czerwca 1878 roku jako trzecie z ośmiorga dzieci Piotra Badosa i Teresy Cuatrecasas. Gdy miała 10 lat zmarł jej ojciec, a rok później zmarła jej matka, wówczas zaopiekowała się z nią ciotka i wujek. Po śmierci wujka, Arcangela rozpoczęła pracę w warsztacie. Gdy zmarła jej ciotka wstąpiła do zgromadzenia Sióstr Matki Bożej z Góry Karmel, i w dniu 2 sierpnia 1909 roku złożyła śluby zakonne, a w 1915 śluby wieczyste. Zachorowała na gruźlicę i zmarła 27 listopada 1918 roku, mając 40 lat w opinii świętości. W dniu 18 czerwca 2003 roku rozpoczął się jej proces beatyfikacyjny.